# ميغاسبورت أرينا
ميغاسبورت أرينا هي صالة مغطاة تقع في موسكو، روسيا. تم افتتاحها في 15 ديسمبر 2006.